# 洛伦佐·达·彭特

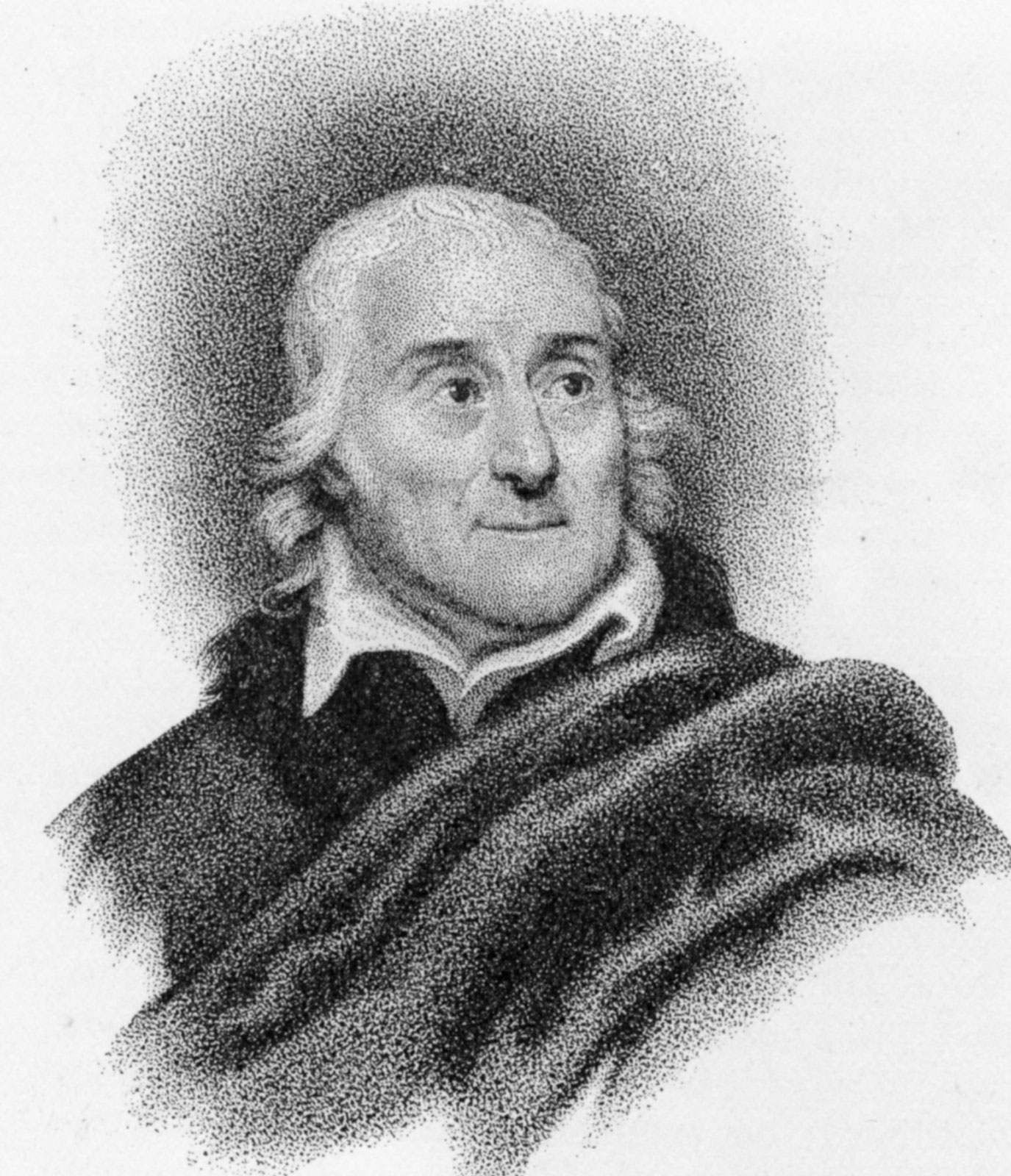
洛伦佐·达·彭特

洛伦佐·达·彭特（義大利語：Lorenzo Da Ponte，1749年3月10日—1838年8月17日），原名伊曼紐·科內利亞諾（Emanuele Conegliano），義大利裔美國人，18世紀及19世紀著名歌劇填詞家、詩人。他移民美國之前，因在歐洲和作曲家莫札特合作完成三部著名義大利語歌劇而著名，包括《費加洛婚禮》、《唐·喬望尼》、《女人皆如此》。